# Pierre Movilă
Pierre Movilă (en roumain : Petru Movilă ; en ukrainien : Петро Могила : Petro Mohyla ; en polonais : Piotr Mohyła), né le 21 décembre 1596 (31 décembre dans le calendrier grégorien) à Suceava et mort le 22 décembre 1646 (1er janvier 1647 dans le calendrier grégorien) à Kiev, fut le métropolite orthodoxe de Kiev et de Halytch (Galicie) de 1633 à sa mort.

## Origine
Pierre Movilă est né dans une famille moldave de boyards roumains : les Movilești. Son père Simion Ier Movilă a été voïvode de Valachie et ses frères Mihai Movilă et Musa Movilă, de la Moldavie. Le nom de Movilă signifie « de la butte » en roumain. Il parlait roumain, latin, grec, slavon, ukrainien, polonais, russe, néerlandais et français. Il est particulièrement connu pour la réforme importante de l'éducation et de la liturgie dans l'Église orthodoxe.

## Jeunesse
Après avoir quitté la Moldavie, Pierre a vécu et œuvré dans ce qui est aujourd'hui l'Ukraine. C'était à l'époque le royaume Polono-lituanien dit Rzeczpospolita. Il a fait des études dans plusieurs pays européens, à l'académie polonaise de Zamość, puis dans des universités hollandaises et enfin à Paris, à la Sorbonne.

## Son œuvre
En 1625, Pierre Movilă entre au monastère à Kiev.
En 1627, il est élu archimandrite de la Laure de Petchersk.
Il propose en 1629 au Synode de Kiev le Liturgiarion, descriptif de la liturgie orthodoxe, ouvrage loué par sa hiérarchie. Il a fait construire une église à Holossiv qui devint la résidence d'été des métropolites puis le Monastère du désert de Pokrovsk.
En 1632, devenu métropolite de Kiev, il s'inspire des méthodes pédagogiques des Jésuites pour créer la première académie orthodoxe apte à former des élites cultivées capables de rivaliser avec les catholiques.
Il est souvent perçu comme ayant beaucoup fait pour « occidentaliser » l'Église orthodoxe.
Il joua également un rôle diplomatique important en tentant au maximum de concilier les revendications d'indépendance des Cosaques, en particulier Bogdan Khmelnitski avec les exigences des rois de Pologne. On peut dire que Pierre Movilă fut l'une des personnalités qui contribuèrent le plus à la définition de la culture ruthène, ancêtre des nations ukrainienne et biélorusse. À ce titre, il est autant une personnalité historique ukrainienne, que roumaine et polonaise.

## Hommages
- Il a donné son nom à l'Université nationale de Kiev-Mohyla-Académie, qu'il a fondée en 1632.